# Oecetis belihuloya
Oecetis belihuloya is een schietmot uit de familie Leptoceridae. De soort komt voor in het Oriëntaals gebied.